# Suncus mertensi
Suncus mertensi är en däggdjursart som beskrevs av Dieter Kock 1974. Suncus mertensi ingår i släktet Suncus och familjen näbbmöss. IUCN kategoriserar arten globalt som starkt hotad. Inga underarter finns listade i Catalogue of Life.
Arten är bara känd från ön Flores i Sydostasien. Den hittades där vid en sjö som ligger 1200 meter över havet. Antagligen lever arten på hela ön. Området kring sjön är täckt av bergsskog.